# Méritein
Méritein település Franciaországban, Pyrénées-Atlantiques megyében. Lakosainak száma 279 fő (2022. január 1.). Méritein Bastanès, Castetnau-Camblong, Navarrenx és Vielleségure községekkel határos.

## Népesség
A település népességének változása:
| Lakosok száma | 295  | 293  | 297  | 288  | 285  | 282  | 279  | 277  | 279  |
|               | 2013 | 2015 | 2016 | 2017 | 2018 | 2019 | 2020 | 2021 | 2022 |